# Charles R. Saunders
Charles Robert Saunders meglio noto come Charles R. Saunders (Elizabeth, 12 luglio 1946 – Dartmouth, maggio 2020) è stato uno scrittore e giornalista statunitense naturalizzato canadese.
Esponente della corrente afrofuturista, è considerato un pioniere del genere letterario sword and soul grazie alla sua saga di Imaro.

## Biografia
Charles Robert Saunders nacque il dodici luglio 1946 nella cittadina di Elizabeth, situata nell'hinterland di Pittsburgh, in Pennsylvania; visse successivamente nella città di Norristown e studiò psicologia alla Lincoln University, una storica istituzione afroamericana del suo territorio d'origine, laureandosi nel 1968. L'anno successivo venne chiamato alle armi per servire nella Guerra del Vietnam, ma scelse la renitenza alla leva emigrando in Canada e visse prima, brevemente, a Toronto e Hamilton, poi a Ottawa per circa quindici anni; nel 1985, infine, si trasferì nella provincia della Nuova Scozia e vi rimase per il resto dei suoi giorni.
All'arrivo in Canada Saunders lavorò come insegnante e funzionario pubblico, ma nel 1989 una referenza del poeta George Elliott Clarke gli permise di entrare nella redazione del quotidiano Halifax Daily News, dove lavorava come revisore di bozze e curatore di una rubrica settimanale sulla vita della numerosa comunità afrodiscendente della Nuova Scozia. Il periodico chiuse nel 2008 e Saunders, a quel punto, si ritirò a vita privata in uno spartano appartamento del comune di Dartmouth, dove non disponeva di rete telefonica né di connessione internet e comunicava col mondo esterno solo tramite i computer della biblioteca locale; nel suo ultimo periodo di vita mantenne un forte riserbo sul peggioramento della sua salute, al punto che la sua scomparsa nel maggio 2020 divenne nota pubblicamente solo nel settembre dello stesso anno.

## Carriera letteraria
In un'intervista rilasciata nel 2005, Saunders dichiarò di essersi appassionato alla fantascienza già da ragazzino, verso il 1958, grazie a un romanzo di Andre Norton di cui non ricordava il titolo, ma che, sulla base dell'intreccio, può essere identificato in Star Man's Son, 2250 A.D. (1952); pochi anni dopo egli fu esposto anche alla letteratura fantasy, tramite le ristampe Ace Books delle saghe di Tarzan di Edgar Rice Burroughs e di Conan il cimmero di Robert E. Howard.
Poco dopo la sua emigrazione in Canada, l'autore quasi trentenne volle analizzare criticamente queste opere seminali della sua formazione e contrapporre agli stereotipi razzisti e alla visione eurocentrica portati in scena da Burroughs e Howard una rappresentazione ben documentata e nobilitante di luoghi e personaggi fantastici dalla matrice africana: attraverso attente ricerche egli creò quindi il continente immaginario di Nyumbani (parola che in lingua swahili vuol dire "casa"), un'Africa precoloniale che intreccia assieme miti, leggende, usanze e fatti storici di varie culture del continente (analogamente a quanto aveva fatto Howard con la sua era hyboriana), e vi collocò le avventure del guerriero errante Imaro, composte secondo gli stilemi del genere sword and sorcery. Inizialmente i racconti dedicati a Imaro apparve sulle pagine di Dark Fantasy, una fanzine creata dal celebre fumettista canadese Howard Eugene Day, e un numero della testata arrivò fra le mani del romanziere statunitense Lin Carter, a quel tempo importante curatore editoriale della casa editrice DAW Books: egli pertanto opzionò il racconto "Il pozzo della luna" ("Bwala Li Mwesu (The Moon Pool)") per includerlo nell'antologia Segreti e misteri (The Year's Best Fantasy Stories: 3, 1977), e ciò permise a Saunders di stipulare un contratto con DAW per la pubblicazione in volume della saga di Imaro.
All'inizio degli anni Ottanta, pertanto, lo scrittore organizzò secondo una cronologia interna parte dei racconti pubblicati su fanzine, ricavandone due romanzi fix-up, e iniziò la stesura ex novo di altrettanti romanzi unitari, ma il progetto ebbe esiti mediocri per ragioni di marketing: DAW pubblicizzò il primo tomo della saga, Imaro (1981), con lo slogan "The Epic Novel of a Black Tarzan" ("L'epico romanzo di un Tarzan nero") e gli eredi di Burroughs denunciarono la violazione del loro marchio registrato, così che il lancio del romanzo venne rimandato e ne soffrirono, a catena, le vendite anche del secondo e terzo volume, The Quest for Cush (1984) e The Trail of Bohu (1985), al punto che DAW rinunciò a dare alle stampe il quarto episodio. D'altra parte, nel medesimo periodo Saunders ebbe modo di creare per DAW anche un altro personaggio iconico, la guerriera Dossouye ispirata al corpo delle Amazzoni del Dahomey, i cui racconti apparvero in antologie dedicate a reinterpretazioni femministe del genere heroic fantasy, curate da Jessica Amanda Salmonson e Marion Zimmer Bradley; uno dei racconti di Dossouye, per altro, venne adattato da Saunders nel soggetto di uno dei due film d'avventura che sceneggiò, sempre negli anni Ottanta, per la regina dell'argentino Alejandro Sessa.
Con la chiusura del suo contratto con DAW, Saunders abbandonò per circa un quindicennio la scrittura narrativa e si dedicò esclusivamente al giornalismo e agli studi sociali: nel corso degli anni Novanta, infatti, egli contribuì alla ricerca storiografica sull'antichissima comunità afrocanadese della Nuova Scozia, la cui origine si riconduce ad afroamericani schieratisi per il Regno Unito durante la Guerra d'indipendenza americana e la Guerra anglo-americana e per questo ricompensati con terre sulle quali insediarsi da uomini e donne libere. In particolare, egli compose di proprio pugno tre monografie dedicate a personaggi o istituzioni degli insediamenti neri in Nuova Scozia, e contribuì a un volume collettivo sulla storia di Africville, un antico quartiere afrocanadese di Halifax in gran parte cancellato da interventi urbanistici discriminatori.
Al volgere del nuovo secolo, la romanziera e curatrice editoriale Sheree R. Thomas volle ristmpare un racconto e un articolo di Saunders nell'antologia Dark Matter: A Century of Speculative Fiction from the African Diaspora (2002), un'importante panoramica storiografica sulla letteratura fantastica composta da autorialità afrodiscendenti, e accettò un suo inedito nel successivo volume Dark Matter: Reading the Bones (2004). L'autore decise quindi di tornare in attività e stipulò un nuovo contratto con Night Shade Books per ristampare la saga di Imaro in una versione revisionata ed espansa; il progetto, avviato nel 2006, fu però lasciato in sospeso già nel 2007, fermandosi al secondo tomo. Saunders a quel punto decise di auto-pubblicare le proprie opere sotto l'etichetta personale di Sword and Soul Media e appoggiandosi alla piattaforma Lulu.com, e con questa formula riuscì a riportare in commercio tutti i primi tre volumi di Imaro, a dare finalmente alle stampe il quarto romanzo da tempo inedito (2009), e a pubblicare un romanzo fix-up dei racconti di Dossouye (2008), cui seguì un secondo tomo di materiale originale (2012); al contempo l'autore unì le forze con il collega Milton J. Davis per avviare il collettivo editoriale MVmedia, espressamente dedicato a pubblicare letteratura fantastica della diaspora afrodiscendente, ed entro tale realtà curò il dittico di antologie Griots (2012-2013) e pubblicò sia il romanzo autoconclusivo Abengoni: First Calling (2014) sia la raccolta personale di racconti Nyumbani Tales (2017). Risale a questi anni anche l'unica opera non strettamente fantastica dell'autore, il romanzo autoconclusivo Damballa (Cornerstone Book Publishers, 2011), in cui l'autore riappropriò alla cultura afroamericana l'archetipo narrativo pulp del "giustiziere mascherato".

## Opere
Per ogni testo si indica la prima edizione nell'originale inglese e, se presente, la prima traduzione in lingua italiana. Le serie di romanzi interconnessi sono elencate cronologicamente, in base alla data di pubblicazione del primo episodio di ogni ciclo.

### Universo di Nyumbani
Si svolgono in quest'ambientazione sia la saga con protagonista il guerriero Imaro, sia un nucleo di testi fra loro autoconclusivi.

#### Imaro

##### Saga principale
1. Imaro, DAW Collectors 459, DAW Books, 1981; revisionato e riedito per Night Shade Books, 2006. Fix-up di cinque racconti, l'edizione revisionata ne sostituisce due con altrettanti inediti:
  1. "Turkhana Knives", Dragonbone 1, primavera 1978.
  2. "The Place of Stones", Phantasy Digest 1, anno 1976.
  3. "Slaves of the Giant-Kings", Night Voyages data ignota. Sostituito con "The Afua" nella riedizione 2006.
  4. "Horror in the Black Hills", Dark Fantasy settembre 1977.
  5. "The City of Madness", serializzato in due puntate in Dark Fantasy luglio e ottobre 1974. Sostituito con “Betrayal in Blood" nella riedizione 2006.
2. The Quest for Cush, DAW Collectors 566, DAW Books, 1984; revisionato e riedito per Night Shade Books, 2007. Fix-up di quattro racconti, l'edizione revisionata ne aggiunge un quinto:
  1. "The City of Madness", serializzato in due puntate in Dark Fantasy luglio e ottobre 1974. Aggiunto nella seconda edizione.
  2. "In Mwenni", Dark Fantasy data ignota.
  3. "In Bana-Gui", Dark Fantasy data ignota.
  4. "On the Bahari Mashiriki", Dark Fantasy data ignota.
  5. "In Kush", Dark Fantasy data ignota.
3. The Trail of Bohu, DAW Collectors 649, DAW Books, 1985; revisionato e riedito per Sword and Soul Media, 2009.
4. The Naama War, Sword and Soul Media, 2009.

In un'intervista del 2005 Saunders dichiarò di avere abbozzato un quinto e ultimo romanzo della saga, il cui stato di completamento al 2023 è ignoto.

##### Racconti minori
Imaro è protagonista anche di tredici racconti che Saunders non raccolse mai in un volume dedicato:
- "Kibanda Ya Kufa (The Hut of Death)", Dark Fantasy settembre 1975.
- "Il pozzo della luna" ("Bwala Li Mwesu (The Moon Pool)"), Dark Fantasy maggio 1976. Trad. Massimo Patti nell'antologia Segreti e misteri entro il volume doppio Fantasy Estate 1994. La legione degli eroi, Speciali Fantasy 5, Arnoldo Mondadori Editore, maggio 1994.
- "N'tu Nusu Ya Chikanda (The Half-Men of Chikanda)", Fantasy Crossroads 9, agosto 1976.
- "Mai-Kulala", Space and Time novembre 1977.
- "The Curse of Bana-Gui", Fantasy Crossroads 14, settembre 1978.
- "The Skeleton Coast", Dark Fantasy dicembre 1978.
- "Death in Jukun", nell'antologia Heroic Fantasy, a cura di Gerald W. Page e Hank Reinhardt, DAW Collectors 334, DAW Books, 1979.
- "Mwanzo", Night Voyages 6, estate 1980.
- "Scorpion Sand", SPWAO Showcase 3, anno 1983.
- "Mzee", Dragon Magazine giugno 1984.
- "Death's Friend", Weirdbook 22, estate 1987.
- "The Three-Faced One", nell'antologia Griots: A Sword and Soul Anthology, a cura di Milton J. Davis e Charles R. Saunders, MVmedia, 2011.
- "Amudu's Bargain", nell'antologia The Mighty Warriors, a cura di Robert M. Price, Ulthar Press, 2018.

#### Nyumbani Tales
Saunders ha raccolto i quattordici racconti autoconclusivi ambientati a Nyumbani nel volume tematico Nyumbani Tales, MVmedia, 2017.
- "Katisa", Stardock 5, estate 1984.
- "The Blacksmith & the Bambuti", Escape 1, autunno 1977.
- "Pomphis and the Poor Man", composto appositamente per Nyumbani Tales, MVmedia, 2017.
- "The Nunda", The Diversifier 16, settembre 1976.
- "The Death-Cattle of Djenne", Black Lite 2, ottobre 1976.
- "The Return of Sundiata", composto appositamente per Nyumbani Tales, MVmedia, 2017.
- "Two Rogues", Weirdbook 11, primavera 1977.
- "Okosene Alakun and the Magic Guinea-Fowl", Weirdbook 13, primavera 1978.
- "Amma" ("Amma"), nell'antologia Beyond the Fields We Know: Tales of Fantasy, a cura di Charles de Lindt, Triskell Press, 1978. Trad. Daniela Rossi in Inverno Horror 1991. 1 romanzo e 14 racconti, Speciali Horror  1, Arnoldo Mondadori Editore, novembre 1991.
- "The Singing Drum", composto appositamente per Nyumbani Tales, MVmedia, 2017.
- "Khodumodumo", Stardock 1, estate 1977.
- "Mbodze", Stardock 2, inverno 1978.
- "Ishigbi", nell'antologia Hecate's Cauldron, a cura di Susan M. Shwartz, DAW Collectors 469, DAW Books, 1982.
- "The Silent Ghosts", Space and Time inverno 1982.

### Dossouye
1. Dossouye, Sword and Soul Media, 2008. Fix-up di cinque racconti:
  1. "La spada di Agbewe" ("Agbewe's Sword"), nell'antologia Amazons!, a cura di Jessica Amanda Salmonson, DAW Collectors 364, DAW Books, 1979. Trad. Maria Teresa Tenore in Amazzoni ed Eroine. L'heroic fantasy al femminile, Enciclopedia della Fantascienza 17, Fanucci Editore, 1987.
  2. "Le canzoni di Gimmile" ("Gimmile's Songs"), nell'antologia Sword and Sorceress, a cura di Marion Zimmer Bradley, DAW Collectors 578, DAW Books, 1984. Trad. Maria Cristina Pietri in Storie Fantastiche di spade e magia, Grandi Opere Nord 14, Editrice Nord, 1988.
  3. "La maschera di Shiminege" ("Shimenege's Mask"), nell'antologia Sword and Sorceress II: An Anthology of Heroic Fantasy, a cura di Marion Zimmer Bradley, DAW Collectors 628, DAW Books, 1985. Trad. Marina Nunzi in Storie Fantastiche di spade e magia, Grandi Opere Nord 14, Editrice Nord, 1988.
  4. "La foresta di Marwe" ("Marwe's Forest"), nell'antologia Sword and Sorceress III, a cura di Marion Zimmer Bradley, DAW Collectors 678, DAW Books, 1986. Trad. Maria Cristina Pietri in Storie Fantastiche di draghi, maghi e cavalieri, Grandi Opere Nord 18, Editrice Nord, 1990.
  5. "Yahimba's Choice", nell'antologia Dark Matter: Reading the Bones, a cura di Sheree R. Thomas, Warner Books, 2004.
2. Dossouye: The Dancers of Mulukau, Sword and Soul Media, 2012.

### Liavek
Saunders ha contribuito con un racconto allo sviluppo dell'universo narrativo condiviso di Liavek, creato da Emma Bull e Will Shetterly.
- "Ishu's Gift", nell'antologia Liavek: The Players of Luck, a cura di Emma Bull e Will Shetterly, Ace Books, 1986.

### Romanzi autoconclusivi
- Damballa, Cornerstone Book Publishers, 2011.
- Abengoni: First Calling, MVmedia, 2014.

### Saggistica
- Robert E. Howard: Adventure Unlimited, Shadow Press, 1976.
- Sweat and Soul: The Saga of Black Boxers from the Halifax Forum to Caesars Palace, Lancelot Press / Black Cultural Centre for Nova Scotia, 1990.
- Spirit of Africville, a cura della Africville Genealogy Society, Formac, 1992.
- Share & Care: The Story of the Nova Scotia Home for Colored Children, Nimbus Publishing, 1994.
- Black & Bluenose: The Contemporary History of a Community, Pottersfield Pr, 2002.

### Sceneggiature
- Amazons, regia di Alejandro Sessa, 1986. Basato sul racconto di Saunders "La spada di Agbewe" ("Agbewe's Sword") del ciclo di Dossouye.
- The Sam Langford Story, radiodramma, 1987.
- El ojo de la tormenta, regia di Alejandro Sessa, 1986. Sceneggiatura di Saunders tratta da un soggetto di Sessa.